# South Barrington (Illinois)
South Barrington es una villa ubicada en el condado de Cook en el estado estadounidense de Illinois. En el Censo de 2010 tenía una población de 4565 habitantes y una densidad poblacional de 231,25 personas por km².

## Geografía
South Barrington se encuentra ubicada en las coordenadas 42°5′28″N 88°9′25″O / 42.09111, -88.15694. Según la Oficina del Censo de los Estados Unidos, South Barrington tiene una superficie total de 19.74 km², de la cual 19.02 km² corresponden a tierra firme y (3.66%) 0.72 km² es agua.

## Demografía
Según el censo de 2010, había 4565 personas residiendo en South Barrington. La densidad de población era de 231,25 hab./km². De los 4565 habitantes, South Barrington estaba compuesto por el 69.55% blancos, el 0.66% eran afroamericanos, el 0.24% eran amerindios, el 26.64% eran asiáticos, el 0% eran isleños del Pacífico, el 0.55% eran de otras razas y el 2.37% pertenecían a dos o más razas. Del total de la población el 2.58% eran hispanos o latinos de cualquier raza.